# العلاقات الكويتية الرومانية
العلاقات الكويتية الرومانية هي العلاقات الثنائية التي تجمع بين الكويت ورومانيا.

## مقارنة بين البلدين
هذه مقارنة عامة ومرجعية للدولتين:
| وجه المقارنة                                              | الكويت        | رومانيا                                                                               |
| --------------------------------------------------------- | ------------- | ------------------------------------------------------------------------------------- |
| المساحة (كم2)                                             | 17.82 ألف     | 238.40 ألف                                                                            |
| عدد السكان (نسمة)                                         | 4.14 مليون    | 19.59 مليون                                                                           |
| الكثافة السكانية (ن./كم²)                                 | 232.32        | 82.17                                                                                 |
| العاصمة                                                   | مدينة الكويت  | بوخارست                                                                               |
| اللغة الرسمية                                             | اللغة العربية | اللغة الرومانية                                                                       |
| العملة                                                    | دينار كويتي   | ليو روماني                                                                            |
| الناتج المحلي الإجمالي (بليون دولار)                      | 120.13 مليار  | 211.80 مليار                                                                          |
| الناتج المحلي الإجمالي (تعادل القوة الشرائية) بليون دولار | 290.53 مليار  | 465.56 مليار                                                                          |
| الناتج المحلي الإجمالي الاسمي للفرد دولار أمريكي          | 29.30 ألف     | 9.47 ألف                                                                              |
| الناتج المحلي الإجمالي للفرد دولار أمريكي                 | 73.25 ألف     | 23.63 ألف                                                                             |
| مؤشر التنمية البشرية                                      | 0.816         | 0.793                                                                                 |
| رمز المكالمات الدولي                                      | +965          | +40                                                                                   |
| رمز الإنترنت                                              | .kw           | .ro                                                                                   |
| المنطقة الزمنية                                           | ت ع م+03:00   | ت ع م+02:00، ت ع م+03:00، أوروبا/بوخارست ‏، توقيت شرق أوروبا، توقيت شرق أوروبا الصيفي ‏ |

## منظمات دولية مشتركة
يشترك البلدان في عضوية مجموعة من المنظمات الدولية، منها:
| علم المنظمة | اسم المنظمة                               | تاريخ انضمام الكويت | تاريخ انضمام رومانيا |
| ----------- | ----------------------------------------- | ------------------- | -------------------- |
|             | مؤسسة التنمية الدولية                     | 13 سبتمبر 1962      | 12 أبريل 2014        |
|             | المنظمة الهيدروغرافية الدولية             | ?                   | ?                    |
|             | مؤسسة التمويل الدولية                     | 13 سبتمبر 1962      | 23 سبتمبر 1990       |
|             | منظمة حظر الأسلحة الكيميائية              | ?                   | ?                    |
|             | يونسكو                                    | 18 نوفمبر 1960      | 27 يوليو 1956        |
|             | الأمم المتحدة                             | 14 مايو 1963        | 14 ديسمبر 1955       |
|             | الاتحاد الدولي للاتصالات                  | 14 أغسطس 1959       | 9 فبراير 1866        |
|             | منظمة الشرطة الجنائية الدولية             | ?                   | ?                    |
|             | البنك الدولي للإنشاء والتعمير             | 13 سبتمبر 1962      | 15 ديسمبر 1972       |
|             | الاتحاد البريدي العالمي                   | ?                   | ?                    |
|             | المركز الدولي لتسوية المنازعات الاستشارية | 4 مارس 1979         | 12 أكتوبر 1975       |
|             | وكالة ضمان الاستثمار متعدد الأطراف        | 12 أبريل 1988       | 10 سبتمبر 1992       |
|             | منظمة التجارة العالمية                    | ?                   | 1995                 |

## وصلات خارجية
- موقع وزارة الخارجية الكويتية
- موقع وزارة الخارجية الرومانية